# متیو پیچوت
متیو پیچوت (انگلیسی: Matthieu Pichot؛ زادهٔ ۲۰ سپتامبر ۱۹۸۹) بازیکن فوتبال اهل فرانسه است.